# Zigs
Pour les articles homonymes, voir Zig.
Pour plus de détails, voir Fiche technique et Distribution.
Zigs est un film américain réalisé par Mars Callahan, sorti en 2001.

## Synopsis
Quatre jeunes joueurs compulsifs trouvent un plan sûr pour rembourser toutes leurs dettes.

## Fiche technique
- Titre : Zigs
- Autre titre : Double Down (USA)
- Réalisation : Mars Callahan (sous le pseudonyme Gregory 'Mars' Martin)
- Scénario : Mars Callahan et Doug Klein
- Production : Andrew Molina et Byron Werner
- Montage : Michael Chaskes
- Photographie : Christopher C. Pearson
- Musique : Micha Liberman
- Costumes : Barbara A. Paolella
- Casting : Stacy Alexander
- Direction artistique : Jennifer Cinader
- Coordinateur des cascades : D.J. Johnson
- Pays d'origine : États-Unis
- Société de production : Burn Pictures
- Format : Couleur - Stéréo
- Genre : Comédie dramatique
- Date de sortie : 7 août 2001 aux  États-Unis

## Distribution
- Jason Priestley (VF : Peter Dobson)  : David
- Peter Dobson : Cory
- Kane Picoy : Mike
- Orien Richman : Brett
- Richard Portnow : Arnold Zigman
- Alicia Coppola : Rachel
- David Proval : le père de Mike
- Luca Palanca : Joey C
- Dinah Manoff : Marge
- Kathleen McClellan : Jennifer
- Steve Railsback : Charlie
- Karen Dior : Candy Cane
- Matthew Reid : Matt Reed
- Justin Jon Ross : Doug